# Kairona selva
Genre
Espèce
Kairona selva, unique représentant du genre Kairona, est une espèce d'araignées aranéomorphes de la famille des Pholcidae.

## Distribution
Cette espèce est endémique d'Amazonas au Brésil,. Elle se rencontre vers Tabatinga.

## Description
Le mâle holotype mesure 1,4 mm.

## Étymologie
Son nom d'espèce lui a été donné en référence au lieu de sa découverte, Tabatinga.

## Publication originale
- Huber & Carvalho, 2019 : Filling the gaps: descriptions of unnamed species included in the latest molecular phylogeny of Pholcidae (Araneae). Zootaxa, no 4546(1), p. 1-96.